# OGame
OGame är ett MMOG som spelas i webbläsaren.
Spelet går ut på att bygga upp ett imperium i rymden genom att kolonisera planeter och månar, utvinna eller återanvända råvaror, och inte minst att anfalla och plundra andra spelares imperium med sina olika typer av rymdskepp samtidigt som det egna imperiet och den egna alliansen skyddas från liknande attacker genom olika slags försvarsmekanismer, till exempel lasertorn, jonkanoner och så vidare. Man forskar fram olika saker, exempelvis motorer och vapensystem.